# Yuki Omoto
Yuki Omoto (født 24. september 1994) er en japansk fodboldspiller, som spiller for den japanske fodboldklub V-Varen Nagasaki.